# Asíta
Asíta je rijeka u Venezueli. Pritoka je rijeke Ventuari i pripada porječju rijeke Orinoco.